# Доње Вратно (бивше насеље)
Доње Вратно је бивше насељено место у саставу старе општине Вараждин, Вараждинска жупанија, Република Хрватска.

## Историја
До нове територијалне организације налазило се у саставу старе општине Вараждин. Насеље је на попису 2001. године укинуто и подељено на два нова насеља: Доње Вратно у саставу општине Виница и Доње Вратно у саставу општине Петријанец.

## Становништво
На попису становништва 1991. године, насељено место Доње Вратно је имало 540 становника, следећег националног састава:
| Попис 1991.‍  | Попис 1991.‍  | Попис 1991.‍ | Попис 1991.‍ | Попис 1991.‍ |
| ------------ | ------------ | ----------- | ----------- | ----------- |
|              |              |             |             |             |
| Хрвати       | Хрвати       |             | 304         | 56,29%      |
| Роми         | Роми         |             | 234         | 43,33%      |
| Муслимани    | Муслимани    |             | 1           | 0,18%       |
| неопредељени | неопредељени |             | 1           | 0,18%       |
| укупно: 540  |              |             |             |             |